# Real Soulja 4 Life
Real Soulja 4 Life è un mixtape del rapper statunitense Soulja Boy, pubblicato il 18 novembre 2016.

## Tracce
1. Trap Spot – 2.52
2. John Gotti – 3.19
3. Draco – 2.41
4. Rockstar – 3.37
5. Wrist In The Bowl – 3.28
6. All About Paper (feat. Rich the Kid) – 4.51
7. Let Me In – 4.16
8. All I Ever Wanted – 3,34
9. Pesos – 3.03
10. Still Counting Money – 3.31
11. Trappin Everyday – 4.01
12. Running Up Da Bandz – 3.58
13. I'm The Man – 2.33
14. Hold It Down For My Team – 2.00
15. Millions On Millions (feat. Jbar) – 3.40
16. Work Hard – 3.28
17. Ballin – 2.13
18. Henny – 1.58